# Кеш (Оклахома)
Кеш (енгл. Cache) град је у америчкој савезној држави Оклахома.

## Демографија
По попису из 2010. године број становника је 2.796, што је 425 (17,9%) становника више него 2000. године.
| Група             | 2000.         | 2010.         |
| Белци             | 1.700 (71,7%) | 1.886 (67,5%) |
| Афроамериканци    | 27 (1,1%)     | 70 (2,5%)     |
| Азијати           | 7 (0,3%)      | 11 (0,4%)     |
| Хиспаноамериканци | 102 (4,3%)    | 170 (6,1%)    |
| Укупно            | 2.371         | 2.796         |